# 安德森·席尔瓦
安德森·席尔瓦（葡萄牙語：Anderson Silva，1975年4月14日—），巴西综合格斗运动员，绰号“蜘蛛”，原终极格斗冠军赛（UFC）中量级冠军。
席尔瓦于2006年加入UFC，同年10月便夺得了中量级冠军头衔。此后他16连胜、10次卫冕成功。到2013年败给克里斯·韦德曼为止，他总共拥有中量级冠军头衔长达2457天，迄今仍保持着UFC的历史纪录。此外，他13次获赛后花红，位列历史第二。UFC总裁及一些综合格斗媒体曾称席尔瓦是史上最伟大的综合格斗选手。